# 愛媛県特別支援学校の廃校一覧
愛媛県特別支援学校の廃校一覧（えひめけんとくべつしえんがっこうのはいこういちらん）は、愛媛県内の廃校になった特別支援学校の一覧。対象となるのは、学制改革（1947年）以降に廃校となった特別支援学校、および分校である。校名は廃校当時のもの。廃校時に小学校が所在した自治体がその後合併により消滅している場合は、現行の自治体に含む。また、現在休校中の県内の特別支援学校（分校）も含む。
（）内は、廃校になった年、統合先の特別支援学校である。特に月日が表記されていないものは、3月31日閉校とする。

## 四国中央市
- 愛媛県立今治特別支援学校太陽の家分校（2009年廃校）

## 新居浜市
- 愛媛県立今治養護学校新居浜学園分校（1994年廃校）

## 西条市
- 愛媛県立今治特別支援学校東予学園分校（2010年廃校）

## 松山市
- 愛媛県立しげのぶ特別支援学校整肢療護園分校（2007年本校へ統合）

## 東温市
- 愛媛県立第一養護学校（2006年第二養護学校と統合し、しげのぶ特別支援学校へ）
- 愛媛県立第二養護学校（2006年第一養護学校と統合し、しげのぶ特別支援学校へ）

## 八幡浜市
- 愛媛県立宇和養護学校八幡浜学園分校（1997年廃校）

## 大洲市
- 愛媛県立宇和特別支援学校大洲学園分校（2010年廃校）

## 西予市
- 愛媛県立宇和聾学校（2009年宇和養護学校と統合し、宇和特別支援学校へ）
- 愛媛県立宇和特別支援学校野村学園分校（2010年廃校）